# Mud Bay
Mud Bay est une census-designated place dans le borough de Haines en Alaska aux États-Unis. Sa population était de 212 habitants en 2010.
Elle est située au sud de Haines, à proximité de ba route de Mud Bay, sur le Chilkat Inlet, et est considérée comme une extension de la ville de Haines.
Les températures vont de 8 °C à 24 °C en été et de −11 °C à 2 °C en hiver.

## Sources et références
- (en) CIS

- (en) Cet article est partiellement ou en totalité issu de l’article de Wikipédia en anglais intitulé « Mud Bay, Alaska » (voir la liste des auteurs).